# Франц Шляйфф
Франц Шляйфф (нім. Franz Schleiff; 19 вересня 1896, Альт-Крістбург — ?) — німецький льотчик-ас, оберлейтенант Прусської армії.

## Біографія
Учасник Першої світової війни. Вступив у німецьку авіацію в липні 1915 року. Пройшов підготовку в 9-му запасному льотному дивізіоні в Дармштадті, після чого направлений у 54-й льотний дивізіон на Східний фронт. У серпні 1916 року переведений у 300-й льотний дивізіон у Палестині, де здобув дві офіційні та одну непідтверджену перемоги разом зі своїм спостерігачем, оберлейтенантом Даумом.
У жовтні 1917 року переведений у 41-шу винищувальну ескадрилью на Західний фронт, де він збив свій третій літак, після чого 9 січня 1918 року призначений командиром 56-ї винищувальної ескадрильї. 27 березня 1918 року тяжко поранений у руку трасувальною кулею. Шляйфф зміг повернутись на свій аеродром і посадити літак, але його ліву руку довелося ампутувати.
Неофіційний рахунок перемог Франца Шляйффа сягав 21, проте підтвердженими є 12.

## Нагороди
- Залізний хрест 2-го і 1-го класу
- Срібна медаль «Імтіяз» з шаблями (Османська імперія)
- Срібна медаль «Ліякат» з шаблями (Османська імперія)
- Хрест «За військові заслуги» (Австро-Угорщина) 3-го класу з військовою відзнакою і мечами
- Королівський орден дому Гогенцоллернів, лицарський хрест з мечами (26 березня 1918)

Був представлений до нагородження орденом Pour le Mérite, проте не отримав нагороду.